# Geobacter metallireducens
Geobacter metallireducens es una proteobacteria reductora de metales gramnegativa. Es un anaerobio estricto que oxida varios ácidos grasos de cadena corta, alcoholes y compuestos monoaromáticos con Fe (III) como único aceptor de electrones. También puede usar uranio para su crecimiento y convertir U (VI) en U (IV).
Geobacter metallireducens fue descubierto por Derek Lovely en UMass Amherst en 1993. Es una bacteria reductora de hierro y se pensó que el microbio podría usarse para tratar sitios industriales donde se han formado "complejos de cianuro-metal" para contaminar el sitio. Este microbio solo crece a flagelos cuando es necesario, como cuando el ambiente no es de su agrado. Geobacter metallireducens se vuelve móvil cuando es necesario. 
El genoma de Geobacter metallireducens tiene una longitud de cromosoma de 3.997.420 pb. Tiene un cromosoma bacteriano circular, lo que significa que no hay extremos libres de ADN. La forma es aproximadamente como la de un huevo. Geobacter metallireducens también tiene un contenido de GC del 59.51%. El plásmido tiene un contenido de GC más bajo, de 52.48%, y tiene una longitud de 13,762 pb. El plásmido codifica la proteína estabilizadora, RelE/ParE, que permite que Geobacter metallireducens se adapte y prospere en diferentes y nuevas condiciones ambientales.